# Coen de Koning
Coenradus Cornelis Josephus de Koning (ur. 30 marca 1879 w Edam – zm. 29 lipca 1954 w Bredzie) – holenderski łyżwiarz szybki, złoty medalista mistrzostw świata.

## Kariera
Największy sukces w karierze Coen de Koning osiągnął w 1905 roku, kiedy zwyciężył podczas wielobojowych mistrzostw świata w Groningen. Wygrał tam biegi na 1500 m, 5000 i 10 000 m, a w biegu na 500 m był drugi za Martinusem Lørdahlem z Norwegii. Był to jedyny medal wywalczony przez niego na imprezie tej rangi. Był też między innymi drugi podczas mistrzostw Europy w Davos w 1904 roku oraz trzeci na rozgrywanych dwa lata później mistrzostwach Europy w Davos, jednak medale przyznawano wtedy tylko zwycięzcom. Ponadto w latach 1903, 1905 i 1912 został również mistrzem Holandii wieloboju.
Jego brat Jacques P. de Koning, syn Sjaak, wnuk Aad, prawnuk Sjaak oraz praprawnuk Jacques de Koning również byli panczenistami.